# Høje Møn
Høje Møn er det østligste og hovedsageligt skovbevoksede område af Møn, hvor man længst mod øst finder Møns Klint. Området hedder, som det gør, fordi det meste ligger mellem 50 og 100 meter over havet.
Store dele af området er fredet, da det er særpræget både geologisk og botanisk. Bl.a. vokser der mange orkidéer samt en del andre sjældne planter, som kræver et kalkholdigt miljø. Skoven, der dækker det meste af Høje Møn, hedder Klinteskoven. Det meste af den, specielt området ud mod Møns Klint, hører under Falster Statsskovdistrikt, mens en mindre del hører under Klintholm Gods. Skoven er hovedsageligt bøgeskov. En stor del af området er del af Natura 2000-område nr. 171 Klinteskoven og Klinteskov Kalkgrund.
Her findes et stort antal bronzealderhøje og flere jernalderagre.
Interessante områder på Høje Møn
- Møns Klint – Danmarks største og mest berømte kridtklint.
- Bjergene – den sydvestligste del af Klinteskoven
- Liselund Slot – mindre lystslot fra romantikken, interessant park
- Jydelejet – græsningsoverdrev med orkidéer
- Høvblege – stærkt kuperet græsningsoverdrev med mange orkidéer
- Aborrebjerg – Danmarks 9. højeste punkt (143 m) – det højeste udenfor Jylland og Bornholm.
- Adskillige søer, bl.a Gjeddesø, Aborre Sø og Huno Sø (ferskvandshuller dannet af jordfaldshuller).[3][4]

Interessante dyrearter
- Tårnfalk
- Vandrefalk
- Musvåge
- Natugle
- Hvepsevåge
- Rødrygget tornskade

Interessante plantearter
- Stor Gøgeurt
- Blå Anemone
- Storblomstret Kodriver
- Elfenbens-Padderok